# Johann Cothmann
Johann Cothmann (* 1588 in Lemgo; † 1661 in Güstrow) war ein deutscher Jurist und Diplomat.

## Leben
Cothmann war der Sohn des Bürgermeisters von Lemgo, Dietrich Cothmann. Sein Bruder war der spätere mecklenburgische Kanzler Ernst Cothmann. Seine erste Schulbildung erfuhr Cothmann durch Hauslehrer. Anschließend studierte er Jura an der Universität Gießen. ~ 1° 19/6 1620 Magdalene Krüger (3/2 1600–1622), Tochter d. Ulrich Krüger, Bürgermeister zu Güstrow, und d. Magdalene Koch. ~ 2°  20/5 1629 Agnes Guhl (8/7 1609-18/5 1645), Tochter d. Balzer Guhl und d. Anna Grote. (Möhlmann:1975, S. 84: «Seine Enkelin heiratete Joachim v. Moltke, den Ahnherrn der dänischen Grafenlinie.»)
Im Oktober 1604 wechselte er an die Universität Rostock, brach sein Studium ab und nahm eine Anstellung als Hofrat in Güstrow an. Als solcher beendete er fast 20 Jahre später sein Studium und schloss es 1628 mit der Promotion zum Dr. iur. ab.
Als 1624 Cothmanns Bruder Ernst Cothmann gestorben war, berief Herzog Johann Albrecht II. von Mecklenburg-Güstrow Cothmann als dessen Nachfolger zum Kanzler. Durch ein kaiserliches Dekret wurde Cothmann mit Wirkung vom 20. Februar 1626 mit dem Palatinat ad Personam ausgezeichnet.
Als 1628 die Herzöge von Mecklenburg vertrieben wurden, schloss sich Cothmann ihnen an und emigrierte ebenfalls nach Anhalt.
1629 wurde Cothmann zusammen mit Hartwig von Passow, Otto von Preen und Angelo Sala in die Fruchtbringende Gesellschaft aufgenommen. Der Fürst verlieh Cothmann den Gesellschaftsnamen der Beharrliche und das Motto in Hitz und Kälte. Als Emblem wurde ihm Wintergrün (Pyrola minor L.) zugedacht. Im Köthener Gesellschaftsbuch findet sich Cothmanns Eintrag unter der Nr. 168. Dort ist auch das Reimgesetz verzeichnet, das er anlässlich seiner Aufnahme verfasste:
Beharlich sein Vnd pleiben, Jn trubsal Creutz Vnd Noht,
Mit Seinem Herrn leiden, Was schickt der liebe Gott
Das ist trew Dieners probe, dadurch er wirt erkandt
Vnd auch mit ruhmb Vnd lobe, Billig beharlich genandt.
Für seinen Dienstherrn unternahm Cothmann mehrere diplomatische Missionen an den kaiserlichen Hof in Wien. Als am 23. April 1636 Herzog Johann Albrecht II. von Mecklenburg-Güstrow starb, wurde Cothmann in die daraufhin entstehenden Streitigkeiten verwickelt.
Die Witwe Eleonora Maria stritt mit Herzog Adolf Friedrich von Mecklenburg-Schwerin um die Verwaltung des Landes und vor allem um die Vormundschaft ihres Sohnes, dem späteren Herzog Gustav Adolf von Mecklenburg-Güstrow. Cothmann stellte sich gegen die Witwe und als am 17. Januar 1637 der Streit eskalierte, nahm Cothmann eigenhändig der Mutter den vierjährigen Sohn weg und übergab diesen Herzog Adolf Friedrich.
Trotzdem blieb Cothmann auch 1654 nach Amtsantritt des Erben Herzog Gustav Adolf von Mecklenburg-Güstrow im Amt. Im Alter von 73 Jahren starb Kanzler Johann Cothmann 1661 in Güstrow.